# (3937) Bretagnon
(3937) Bretagnon est un astéroïde de la ceinture principale découvert le 14 mars 1932 par l'astronome allemand Karl Wilhelm Reinmuth. Le lieu de découverte est Heidelberg (024). Sa désignation provisoire était 1932 EO.
Sa distance minimale d'intersection de l'orbite terrestre est de 2,020900 ua.